# Магіна
Ма́гіна (рос. Магина) — присілок у складі Сєровського міського округу Свердловської області.
Населення — 26 осіб (2010, 38 у 2002).
Національний склад населення станом на 2002 рік: росіяни — 97 %.